# Monfiorito da Coderta
Monfiorito da Coderta (... – dopo il 1330) è stato un politico italiano.

## Biografia
Proveniva da una nobile famiglia trevigiana residente a Conegliano (il Compagni sbaglia a ritenerlo da Padova) di parte guelfa e fu un fedelissimo dei Caminesi.
Alla fine del 1298 fece la sua comparsa a Firenze, associato al podestà Cante Gabrielli come paciere fra il comune di Bologna e gli Estensi. Poco dopo venne lui stesso eletto podestà e, secondo Robert Davidsohn, non fu altro che uno "strumento" di Corso Donati e della sua fazione nell'ambito delle sanguinose lotte tra guelfi bianchi e neri.
Approfittando di questa situazione, si macchiò di gravissimi abusi che finirono per compromettere la sua stessa posizione: ai primi di maggio fu quindi costretto alle dimissioni (gli succedette Ugolino da Correggio) e venne sottoposto a un durissimo processo. Messo sotto tortura, confessò di aver coperto molte malefatte compiute da cittadini influenti. Tra questi vi era Niccolò Acciaiuoli che, con l'aiuto dell'avvocato Baldo d'Agugliano, distrusse i verbali che riportavano la confessione che lo riguardava; a questo episodio accenna Dante nel XII canto del Purgatorio.
Condannato alla prigione, Monfiorito riuscì a fuggire con un compagno di cella (tal Arrigucci) e tornò a Treviso. Qui continuò ad appoggiare i Caminesi sino alla loro caduta, nel 1317, allorché fu condannato all'esilio. Fu in seguito riabilitato e nel 1330 testò a favore del figlio Gualpertino, noto come uomo politico e poeta. Morì certamente dopo questa data.